# Nevenklasse
In de groepentheorie, een onderdeel van de abstracte algebra, is een nevenklasse binnen een groep {\displaystyle G} een deelverzameling {\displaystyle gH} of {\displaystyle Hg} van {\displaystyle G}, die bestaat uit de producten van een element {\displaystyle g\in G} en de elementen van een ondergroep {\displaystyle H} van {\displaystyle G}. De nevenklasse {\displaystyle gH} van {\displaystyle g} ten opzichte van {\displaystyle H} heet linkernevenklasse en de nevenklasse {\displaystyle Hg} rechternevenklasse. De verschillende nevenklassen van {\displaystyle H} zijn onderling disjunct en vormen een partitie van {\displaystyle G}. Het aantal elementen in een nevenklasse {\displaystyle gH} of {\displaystyle Hg} is gelijk aan het aantal elementen van de ondergroep {\displaystyle H} zelf. 

## Definitie
Zij {\displaystyle G} een groep, {\displaystyle H} een ondergroep van {\displaystyle G} en {\displaystyle g} een element van {\displaystyle G}.
De linkernevenklasse {\displaystyle gH} van {\displaystyle g} ten opzichte van {\displaystyle H} is de verzameling producten van elementen van {\displaystyle H}, links samengesteld met {\displaystyle g}:
{\displaystyle gH=\{gh\mid h\in H\}}.
De verzameling van alle linkernevenklassen van {\displaystyle H} in {\displaystyle G} noteert men gewoonlijk als {\displaystyle G/H}.
De rechternevenklasse {\displaystyle Hg} van {\displaystyle g} ten opzichte van {\displaystyle H} is de verzameling producten van elementen van {\displaystyle H}, rechts samengesteld met {\displaystyle g}:
{\displaystyle Hg=\{hg\mid h\in H\}}.
De verzameling van alle rechternevenklassen van {\displaystyle H} in {\displaystyle G} noteert men gewoonlijk als {\displaystyle G\backslash H}

## Equivalentierelatie
Nevenklassen zijn equivalentieklassen. Twee elementen {\displaystyle a} en {\displaystyle b} van de groep {\displaystyle G} zijn equivalent als ze tot dezelfde nevenklasse {\displaystyle gH} behoren.
{\displaystyle a\sim b} als voor een {\displaystyle g\in G}: {\displaystyle a,b\in gH}
Dit komt erop neer dat er een {\displaystyle h\in H} is zodanig dat:
{\displaystyle b=ah}
Alternatief geldt:
{\displaystyle a\sim b\Longleftrightarrow aH=bH\Longleftrightarrow b\in aH\Longleftrightarrow a^{-1}b\in H}
De linkernevenklassen zijn dus de equivalentieklassen van deze relatie.

## Commutativiteit
Linker- en rechternevenklassen zijn in een commutatieve groep gelijk, maar kunnen in een groep die niet commutatief is verschillen. De normalisator van {\displaystyle H} in {\displaystyle G} is de verzameling elementen van {\displaystyle G} waarvoor de betrokken linker- en rechternevenklasse identiek zijn.
Als de linker-en rechternevenklassen van een ondergroep {\displaystyle H} identiek zijn voor alle elementen van {\displaystyle G}, heet {\displaystyle H} een normaaldeler van {\displaystyle G} en spreekt men kortweg van nevenklassen. In dat geval kan {\displaystyle G/H} ook uitgerust worden met een groepsbewerking en wordt de factorgroep van {\displaystyle G} over {\displaystyle H} genoemd.
In een commutatieve groep zijn alle ondergroepen normaaldelers.

## Voorbeelden

### Voorbeeld in een abelse groep
Beschouw de veelvouden van 8 als ondergroep van de gehele getallen met de gewone optelling:
{\displaystyle 8\mathbb {Z} =\{\ldots ,-16,-8,0,8,16,24,\ldots \}}
De nevenklasse van het getal 35 bestaat uit alle veelvouden van 8, plus 3:
{\displaystyle 8\mathbb {Z} +35=8\mathbb {Z} +3=\{\ldots ,-5,3,11,19,27,35,\ldots \}}
Het is de restklasse van 3 (en van 35) bij deling door 8.

### Voorbeeld in een niet-abelse groep
Beschouw de groep {\displaystyle SO(3)} van de rotaties van de reële driedimensionale ruimte. Dit is een lie-groep, maar in dit voorbeeld speelt alleen de algebraïsche structuur een rol. Beschouw een orthonormaal coördinatenstelsel {\displaystyle (x,y,z)} en noem {\displaystyle H} de ondergroep van {\displaystyle SO(3)} die bestaat uit de rotaties om de {\displaystyle z}-as. Noem {\displaystyle r} de rotatie over een rechte hoek om de {\displaystyle y}-as die de {\displaystyle z}-as op de {\displaystyle x}-as afbeeldt, met behoud van de oriëntatie (de positieve zijde van de {\displaystyle z}-as wordt op de positieve zijde van de {\displaystyle x}-as afgebeeld).
De linkernevenklasse {\displaystyle rH} bestaat uit alle rotaties die de {\displaystyle z}-as met behoud van oriëntatie op de {\displaystyle x}-as afbeelden. De rechternevenklasse {\displaystyle Hr} bestaat uit alle rotaties die de {\displaystyle x}-as met omkering van de oriëntatie op de {\displaystyle z}-as afbeelden. Beide nevenklassen zijn van elkaar verschillend en hebben zelfs maar één element gemeenschappelijk, namelijk {\displaystyle r} zelf.
De ondergroep {\displaystyle H} is geen normaaldeler van {\displaystyle SO(3)}. De normalisator van {\displaystyle H} in {\displaystyle SO(3)} is {\displaystyle H} zelf.

## Cardinaliteit
De samenstelling met een vast element {\displaystyle g} is een permutatie van {\displaystyle G}, dus alle nevenklassen van {\displaystyle H} hebben evenveel elementen als {\displaystyle H} zelf.
Voor eindige groepen geldt de stelling van Lagrange over de orde, het aantal elementen, van een ondergroep:
De orde van {\displaystyle G} is het product van de orde van {\displaystyle H} en het aantal nevenklassen van {\displaystyle H} in {\displaystyle G}.
Dit is altijd, dus wanneer de linker- en rechternevenklassen samenvallen, maar ook wanneer zij verschillend zijn.